# Thorelliola dumicola
Espèce
Thorelliola dumicola est une espèce d'araignées aranéomorphes de la famille des Salticidae.

## Distribution
Cette espèce est endémique de l'île Pohnpei aux États fédérés de Micronésie,.

## Description
Le mâle holotype mesure 2,9 mm et les femelles de 3,1 à 4,0 mm.

## Publication originale
- Berry, Beatty & Prószyński, 1997 : Salticidae of the Pacific Islands. II. Distribution of nine genera, with descriptions of eleven new species. Journal of Arachnology, vol. 25, no 2, p. 109-136 (texte intégral).